# Бородчук Володимир Костянтинович
Бородчук Володимир Костянтинович (*4 лютого 1938, Радехів, Волинь) — заслужений юрист України, генерал-майор у відставці.

## Біографія
Народився Володимир Костянтинович Бородчук 4 лютого 1938 року в селі Радехів Любомльського району.
У 1960 році закінчив Львівський державний університет імені Івана Франка. Працював слідчим Локачинської міжрайонної прокуратури, помічником прокурора Любомльського району, протягом 7 років — прокурором Любомльського району. Як знавець права та української мови був призначений старшим консультантом Президії Верховної ради України, де працював 6 років.
У 1975 році був призначений заступником начальника самостійного відділу Міністерства внутрішніх справ України. З 1977 року — начальник управління внутрішніх справ у Волинській області. У 1981 році був звільнений за політичною справою. У 1991 році реабілітований, справу визнали сфабрикованою. Наступного року Володимир Костянтинович знову очолив Волинське обласне управління внутрішніх справ.
У 1993 році отримав звання генерал-майора міліції. Того ж року Указом Президента України за заслуги у зміцненні законності, боротьбі зі злочинністю та високу професійну майстерність Володимиру Бородчуку присвоїли почесне звання «Заслужений юрист України». Нагороджений 12 медалями колишнього СРСР та України.
З березня 2005 року був радником начальника Волинського обласного управління внутрішніх справ. З 2008 року — на пенсії.